# Circonscription de Kennedy
La circonscription de Kennedy est une circonscription électorale fédérale australienne dans le Queensland. Elle a été créée en 1900 et est l'une des 75 circonscriptions existant lors de la première élection fédérale en 1901. Elle porte le nom d'Edmund Kennedy qui explora la région au début du XIXe siècle

## Représentants
| Nom               | Parti                      | Période de mandat |
| ----------------- | -------------------------- | ----------------- |
| Charles McDonald  | Travailliste               | 1901–1925         |
| Grosvenor Francis | Nationaliste               | 1925–1929         |
| Darby Riordan     | Travailliste               | 1929–1936         |
| Bill Riordan      | Travailliste               | 1936–1966         |
| Bob Katter, Sr.   | Country, National          | 1966-1990         |
| Rob Hulls         | Travailliste               | 1990–1993         |
| Bob Katter        | National                   | 1993-2001         |
| Bob Katter        | Indépendant                | 2001–2011         |
| Bob Katter        | Parti australien de Katter | 2011–en cours     |

## Résultats des élections
| Parti                                        | Parti                        | Candidat                     | Voix   | %     | ±     |
| -------------------------------------------- | ---------------------------- | ---------------------------- | ------ | ----- | ----- |
|                                              | KAP                          | Bob Katter                   | 39 036 | 41,70 | +0,74 |
|                                              | Libéral national             | Bryce Macdonald              | 26 387 | 28,19 | +0,71 |
|                                              | Travailliste                 | Jason Brandon                | 15 033 | 16,06 | −0,92 |
|                                              | Verts                        | Jennifer Cox                 | 6 013  | 6,42  | +1,25 |
|                                              | UAP                          | Peter Campion                | 4 154  | 4,44  | −2,22 |
|                                              | Indépendant                  | Jen Sackley                  | 2 981  | 3,18  | +3,18 |
| Total des suffrages exprimés                 | Total des suffrages exprimés | Total des suffrages exprimés | 93 604 | 96,72 | +0,88 |
| Votes nuls                                   | Votes nuls                   | Votes nuls                   | 3 171  | 3,28  | −0,88 |
| Participation                                | Participation                | Participation                | 96 775 | 84,59 | −4,51 |
| Résultat de préférence bipartite (notionnel) |                              |                              |        |       |       |
|                                              | Libéral national             | Bryce Macdonald              | 56 312 | 60,16 | −4,35 |
|                                              | Travailliste                 | Jason Brandon                | 37 292 | 39,84 | +4,35 |
| Résultat de préférence bicandidat            |                              |                              |        |       |       |
|                                              | KAP                          | Bob Katter                   | 59 060 | 63,10 | −0,23 |
|                                              | Libéral national             | Bryce Macdonald              | 34 544 | 36,90 | +0,23 |
|                                              | KAP retenir                  | KAP retenir                  | Swing  | −0,23 |       |